# Lijst van voormalige windmolens in Noord-Holland
Dit is een lijst van voormalige windmolens in de Nederlandse provincie Noord-Holland.
| Naam                                                                            | Plaats              | Gemeente     | Provincie     | Type molen    | Functie              | Zichtbare restanten                       | Huidig gebruik                                        | Foto |
| ------------------------------------------------------------------------------- | ------------------- | ------------ | ------------- | ------------- | -------------------- | ----------------------------------------- | ----------------------------------------------------- | ---- |
| Molen van Berkhout                                                              | Egmond aan den Hoef | Bergen       | Noord-Holland | beltmolen     | voorheen korenmolen  | in restauratie                            | -                                                     |      |
| De Haen                                                                         | Benningbroek        | Medemblik    | Noord-Holland | stellingmolen | voorheen korenmolen  | houten achtkant                           | is onderdeel van restauratieproject oliemolen De Pauw |      |
| De Hoop                                                                         | Amsterdam           | Amsterdam    | Noord-Holland | stellingmolen | voorheen Zaagmolen   | verdwenen                                 | nvt                                                   |      |
| De Koperslager                                                                  | Zaandijk            | Zaanstad     | Noord-Holland | stellingmolen | voorheen oliemolen   | verbrand en gesloopt 1964                 | nvt                                                   |      |
| De Nachtegaal                                                                   | Heemstede           | Heemstede    | Noord-Holland | stellingmolen | voorheen korenmolen  | romp                                      | kunstenaarsatelier                                    |      |
| Ondermolen Schagerwaard of Witsmeer (Oostelijke ondermolen van De Schagerwaard) | Dirkshorn           | Harenkarspel | Noord-Holland | grondzeiler   | voorheen poldermolen | molenstomp                                | woning                                                |      |
| De Os                                                                           | Zaandam             | Zaanstad     | Noord-Holland | stellingmolen | voorheen oliemolen   | houten achtkant                           | op afspraak                                           |      |
| De Oude Wolf                                                                    | Zaandam             | Zaanstad     | Noord-Holland | stellingmolen | voorheen oliemolen   | houten achtkant                           | molen gesloopt 1877, schuur verbrand 1904             |      |
| De Paauw                                                                        | Nauerna             | Zaanstad     | Noord-Holland | stellingmolen | voorheen oliemolen   | houten achtkant                           | in herbouw sinds 2016                                 |      |
| Stammermolen                                                                    | Diemen              | Diemen       | Noord-Holland | grondzeiler   | voorheen poldermolen | molenstomp                                | woning                                                |      |
| Strijkmolen A                                                                   | Oudorp              | Alkmaar      | Noord-Holland | grondzeiler   | voorheen poldermolen | in 1941 verdwenen                         | nvt                                                   |      |
| Strijkmolen H                                                                   | Rustenburg          | Koggenland   | Noord-Holland | grondzeiler   | voorheen poldermolen | in 1936 gesloopt                          | nvt                                                   |      |
| Vennewatersmolen                                                                | Egmond-Binnen       | Bergen       | Noord-Holland | grondzeiler   | voorheen poldermolen | in 1930 verwoest en in 1931 rest gesloopt | nvt                                                   |      |